# آلبرت کارنوی
آلبرت کارنوی (انگلیسی: Albert Carnoy; ۷ نوامبر ۱۸۷۸ – ۱۲ ژانویهٔ ۱۹۶۱) سیاستمدار، استاد دانشگاه، و زبان‌شناس اهل بلژیک بود. او نویسنده بخش ایران کتاب اسطوره‌شناسی همه نژادها بود.